# Justin Holborow
Justin Holborow (* 17. September 1996 in Sydney, Australien als Justin Bevis) ist ein australischer Schauspieler. 

## Leben
Holborow wurde am 17. September 1996 in Sydney, Australien als Justin Bevis geboren. Seine Mutter Sarah Holborow ist ein Designerin. Er hat eine jüngere Schwester namens Tahli Bevis. Im Alter von neun Jahren zog er mit seiner Familie nach Bangkok. Dort besuchte er die Harrow International School. Während dieser Zeit spielte er die Rolle des Bugsy in dem Theaterstück Bugsy Malone. Nachdem die Familie nach Sydney zurückgekehrt war, besuchte er die Newtown High School of the Performing Arts. Holbrow lebt derzeit mit seinem Onkel in Melbourne.
Seine erste Rolle spielte er in der Miniserie Conspiracy 365, in der er in zwei Episoden als Griff zu sehen war. In Australien wurde er durch die Rolle des Harley Canning in der Soap Nachbarn bekannt, in der er zwischen dem 3. September und 3. Dezember 2012 zu sehen war. Von Juni bis September 2013 war er in der Fernsehserie Reef Doctors – Die Inselklinik als Jack Stewart zu sehen. Ebenfalls 2013 soll er in dem Film Boys in Trees eine Rolle übernehmen.

## Filmografie
- 2012: Conspiracy 365 (Fernsehserie, 2 Episoden)
- 2012: Nachbarn (Neighbours, Fernsehserie)
- 2013: Reef Doctors – Die Inselklinik (Reef Doctors, Fernsehserie, 13 Episoden)